# 北清路
北清路是位于北京市北部、北五环与北六环之间的一条东西向主干道，市道编号S337，横贯海淀区北部苏家坨地区、温泉地区、西北旺地区以及昌平区中南部史各庄街道、沙河地区、东小口地区、北七家镇，始于海淀区北安河，终至昌平区未来科学城，全长约32公里。该路2000年11月25日作为主干道开通首段，2025年4月2日建成位于北七家镇海䴖落村的1.1公里剩余路段，成为串联翠湖科技园、永丰产业基地、航天城、中关村生命科学园、未来科学城等组团的大动脉。
此外，北清路快速化改造工程一期（友谊路-黄平西路段8.9公里）也在建设当中，预计2025年上半年竣工通车，二期具体方案仍在论证中。

## 历史
北清路海淀段原为农村路，后因海淀北部发展而拓宽为主干道。2000年9月2日，北清路（八达岭高速公路辛庄桥至上庄路段7.5公里）工程开工，该路段2000年11月25日率先通车，双向各设3车道。次年5月，北清路二期工程（北安河路-上庄路）开工，2001年9月30日通车。
北清路昌平段的雏形分别为朱牛路（朱辛庄-小牛坊）:661、七北路（七里渠-北七家）:662，2008年5月6日以“牛北路”的名义开始改扩建，2010年10月31日竣工。2013年，根据《北京市交通委员会路政局关于增加和调整2013年公路通车里程的通知》，原为县级公路的牛北路提级为干线公路，并入北清路。

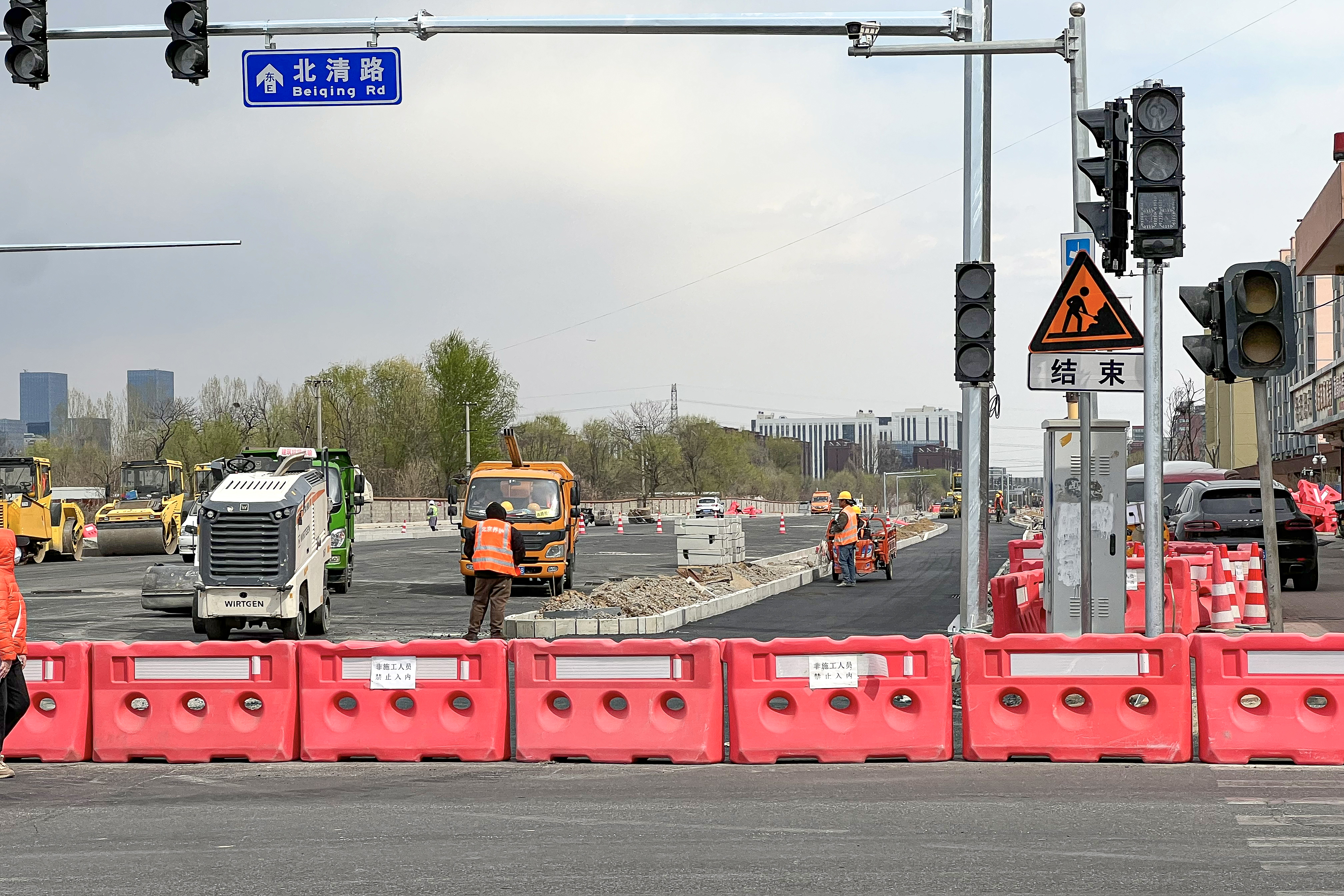
建设中的北清路海鶄落段，2025年3月拍摄自西侧的七星路

未来科学城北七家片区路网基本建成后，北清路在七星路与北七家西路之间（海鶄落村）仍有多年未能进场施工的1.1公里断点，周边居民需绕行海鶄落新村南侧狭窄的七北路（仅2条车道且无非机动车道）或北侧1.6公里外的定泗路。2020年3月，昌平区政府曾为这段“断头路”召开专题会，但因海鶄落街区规划当时未获批复，暂不具备启动一级开发立项及征地等条件，从而未能进场。2024年2月7日，这段断点以“海鶄落中心路”的名义获得北京市规划和自然资源委员会昌平分局重新核发的《建设项目用地预审与选址意见书》，由此立项，地下管线工程截至2024年2月已铺设完毕，但征地结案时已是冬季，原计划于2025年3月进场施工，实际2025年2月即已进场，最终于2025年4月2日早6时通车。
截至2025年3月，北清路在北七家西路以东的路段仍挂有“七北路”路标。

## 快速化

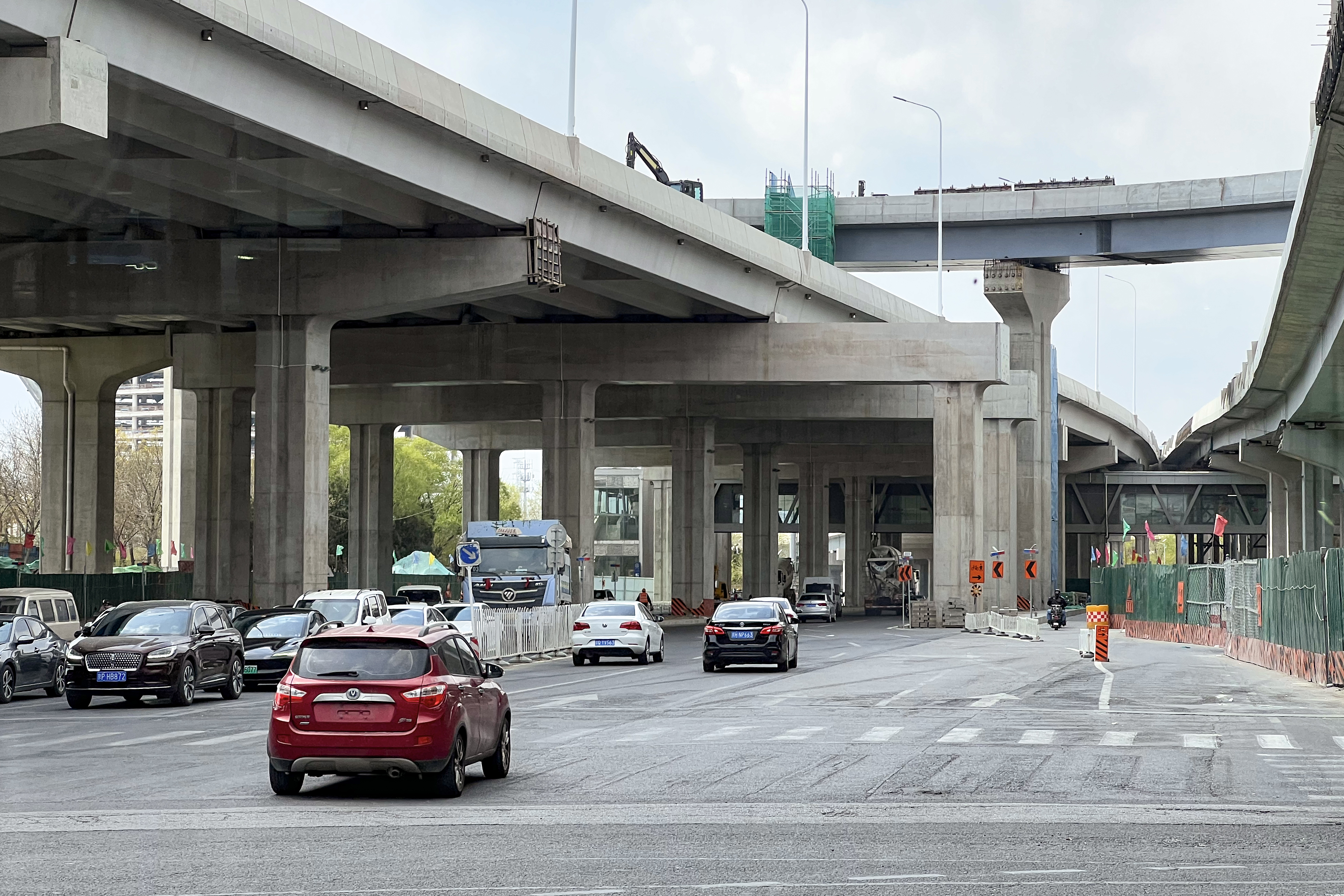
地铁生命科学园站附近的北清路高架辅路

北京市规划和自然资源委员会曾于2018年核发北清路快速化项目设计方案的批复，项目西起京新高速西侧，沿现状北清路向东经京新高速、京张城际铁路、北京地铁昌平线、京藏高速、北京地铁8号线、建材城东侧路后转向东北，沿现状定泗路向东经安立路、北京地铁17号线、未来科技城路后，至终点京承高速西侧北七家收费站，全长约19公里。
2019年6月，北京市发展和改革委员会提出在回龙观-天通苑地区新增“两横三纵”的骨干交通路网，其中包括北清路快速路。2021年，作为北清路快速化重要节点的辛庄桥（北清路与京藏高速交点）改造工程开工。
2022年10月，北清路（友谊路-宏福西路）快速化改造工程项目建议书（代可行性研究报告）获北京市发改委批复。2024年11月21日，北清路快速化工程所有跨京藏高速桥梁的吊装工作均告完成。
2025年4月22日，北清快速路沿线各桥梁命名开始公示至4月30日。
北清路快速化二期工程因拆迁量大，方案仍然待定，是否改为地下隧道仍需市级多部门联合审查后确定。